# BC Krasny Oktyabr
El Krasny Oktyabr (en ruso: Красный Октябрь) es un equipo de baloncesto ruso con sede en Volgogrado, que juega en la VTB United League y en la segunda competición europea, la Eurocup. Disputa sus partidos en el Sports Palace Volgograd, con capacidad para 3700 espectadores.

## Historia
El equipo fue fundado en 2012, y jugó su primera temporada en la Superliga , la segunda división en Rusia. En la temporada 2013-14 , el equipo jugó en la VTB United League , la máxima categoría donde compiten los clubes rusos. En esa temporada del Krasny Oktyabr en la VTB United League , se clasificó para los playoffs al terminar en el sexto lugar del Grupo B. El todopoderoso CSKA Moscú fue derrotado por Krasny Oktyabr en los cuartos de final de la temporada 2013-14 de la Copa de Rusia .

## Posiciones en Liga
- 2013 (11-Superleague)

## Posiciones en la VTB United League
- 2014 (6-B)
- 2015 (12)

## Jugadores destacados
| - Cuthbert Victor - Dmitry Sokolov - Fedor Likholitov - Artem Komissarov - Antón Ponkrashov - Randy Culpepper - Jonathan Dupre - R.T. Guinn - Lamont Hamilton | - Rick Jackson - JaJuan Johnson - DeAndre Kane - D.J. Kennedy - Bernard King (1981) - DeAndre Liggins - Romeo Travis - Von Wafer - Hasan Rizvić | - D.J. Cooper - Willie Deane - Marcus Cousin - Quinton Hosley - Donnie McGrath - Derrick Byars - Doron Perkins - Kevin Fletcher - Darnell Hinson |